# Roger Pontare
Roger Pontare, właśc. Roger Johansson (ur. 17 października 1951 roku w Slagnäs) – szwedzki piosenkarz.
Dwukrotny reprezentant Szwecji w Konkursie Piosenki Eurowizji (1994 i 2000).

## Życiorys

### Kariera
Jako nastolatek grał na perkusji oraz założył z kolegami zespół muzyczny. W latach 70. był członkiem grupy rockowej Nebulosa. W 1987 wydał debiutancki singiel „Drömland”. W następnym roku nawiązał współpracę z Pernillą Wahlgren, z którą nagrał utwór „Christmastime Is Here Again”. W 1990 roku wydał solowy utwór „Silverbarn”. W 1992 roku zaśpiewał gościnnie w piosence „Who Can Really Love You” zespołu Sweet Thing.
W 1994 roku nawiązał współpracę z Marie Bergman, z którą zwyciężył w finale programu Melodifestivalen i, reprezentując Szwecję z utworem „Stjärnorna”, zajął 13. miejsce w finale 39. Konkursu Piosenki Eurowizji w Dublinie. W tym samym roku wydał debiutancki album studyjny pt. Vid trärikets stränder. W 1995 roku premierę miał jego drugi album pt. Sinatrafied, który nagrał we współpracy z Sandviken Big Band i który zawierał wybrane przeboje Franka Sinatry w interpretacji Pontarego.

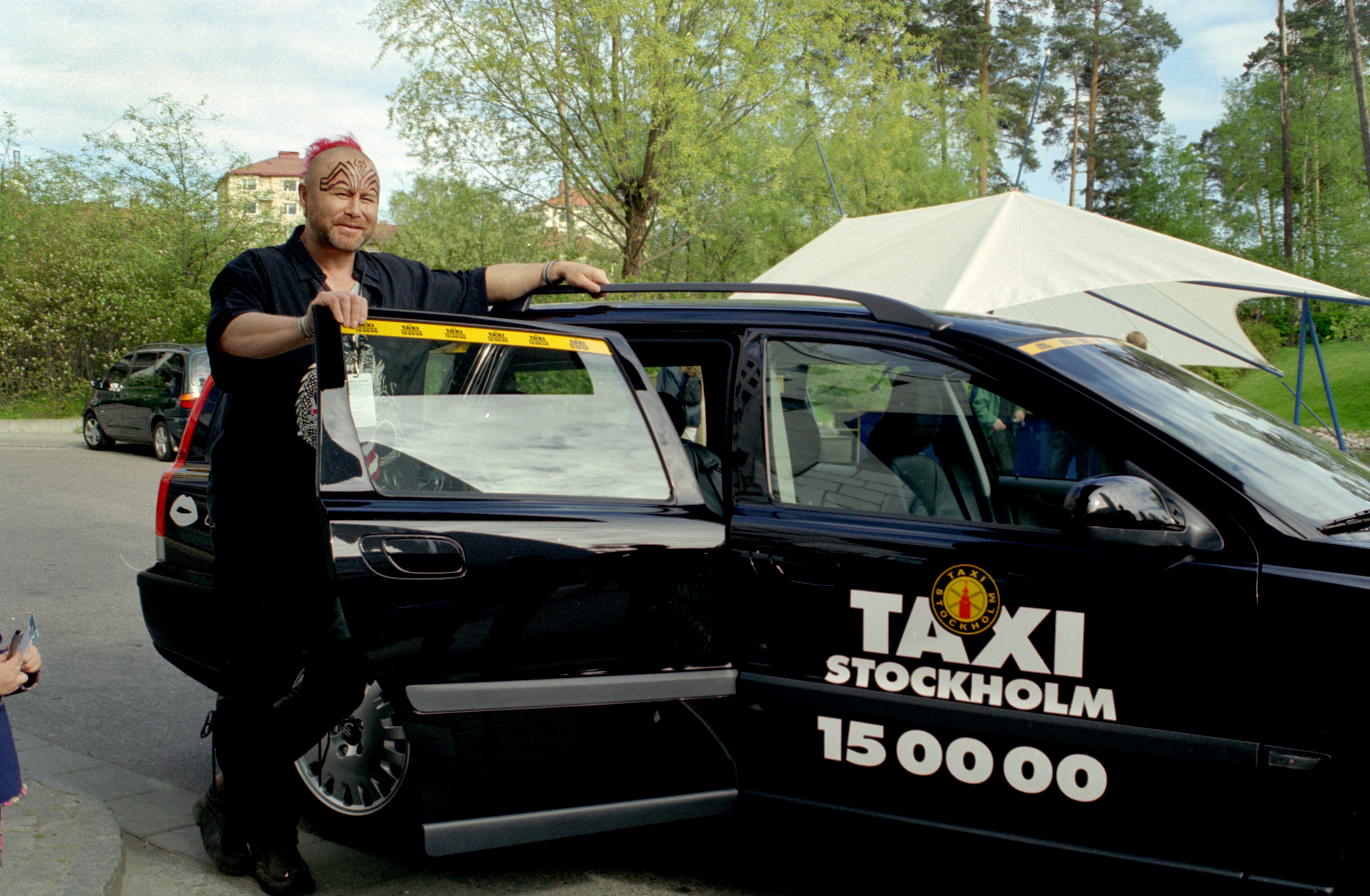
Pontare (2000)

W 1999 roku z utworem „Som av is” zajął piąte miejsce w finale programu Melodifestivalen 1999. W następnym roku z utworem „När vindarna viskar mitt namn” zwyciężył w finale programu Melodifestivalen 2000, dzięki czemu został reprezentantem Szwecji, gospodarza 45. Konkursu Piosenki Eurowizji w Sztokholmie. 13 maja wystąpił w finale konkursu z anglojęzyczną wersją piosenki – („When Spirits Are Calling My Name” – i zajął siódme miejsce. W tym samym roku wydał trzeci solowy album pt. I vargens spår, który promował singlami: „Flykting”, „När vindarna viskar mitt namn” oraz tytułowym utworem.

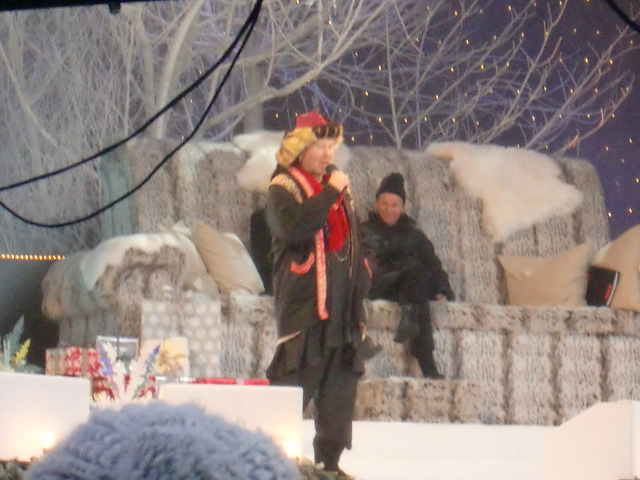
Pontare (2011)

W 2002 roku wydał album pt. Den stora friheten, który promował singlem „Äng och hav”. Wiosną 2006 z utworem „Silverland” wziął udział w programie Melodifestivalen 2006, w którym zajął czwarte miejsce w rundzie dogrywkowej, przez co nie przeszedł do finału. W tym samym roku wydał minialbum pt. Från Stjärnorna till Silverland.
W 2011 roku wydał album świąteczny pt. Mitt Vinterland, na który nagrał swoje interpretacje m.in. najpopularniejszych szwedzkich piosenek bożonarodzeniowych. W 2017 z utworem „Himmel och hav” wystąpił w programie Melodifestivalen 2017, ale nie awansował do finału.

## Życie prywatne
Ma żonę Elisabeth, z którą ma trzech synów: Jimma, Vincenta i Viktora.

## Dyskografia
Albumy studyjne
- Vid trärikets stränder (1994)
- Sinatrafied (1995)
- När vindarna viskar mitt namn (2000)
- Den stora friheten

Albumy świąteczne
- Mitt Vinterland (2011)